# Remariage

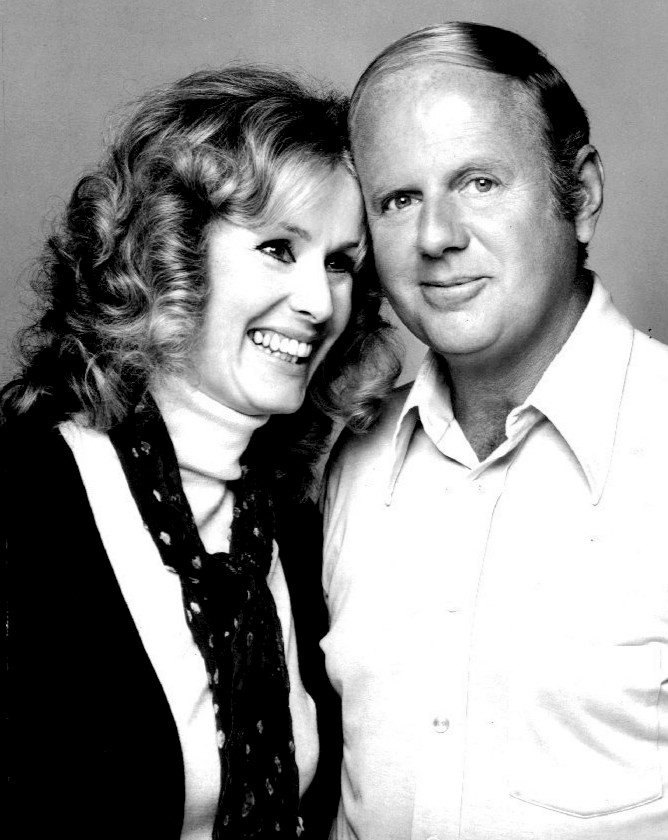
Photo de Diana Hyland et Dick Van Patten dans le rôle des parents Bradford dans l'émission télévisée Eight Is Enough. Hyland est décédée peu après la diffusion de l'émission ; Tom Bradford a été écrit dans le scénario comme veuf jusqu'à son remariage plus tard dans la série.

Un remariage est un mariage contracté par une personne qui a déjà été mariée et dont le précédent mariage a été rompu, que ce soit par divorce ou du fait d'un veuvage. Dans le premier cas, l'époux peut être la personne de laquelle elle a préalablement divorcé. Dans le second cas, le nouveau mariage peut être organisé selon des règles précises propres à la société considérée, notamment si celle-ci pratique le lévirat ou le sororat.
Dans les sociétés occidentales, et bien que le nombre de mariages soit lui-même en relatif déclin, le nombre de remariages a augmenté du fait de l'augmentation de l'espérance de vie et de la hausse du taux de divortialité.
Dans l'Église catholique romaine, un remariage du vivant du premier époux entraîne l'interdiction de participer à la communion eucharistique, dans le cas de ceux que l'on appelle les divorcés-remariés.
Il existe d'autres églises se disant catholiques dans lesquelles les remariages de personnes divorcées sont autorisés (Église catholique libérale, Église vieille-catholique...) mais ces églises ne sont pas en communion avec l'église catholique romaine.